# When Lovers Become Strangers
«When Lovers Become Strangers» («Коли закохані стають чужими») — пісня співачки та акторки Шер, що стала третім американським синглом її двадцятого студійного альбому «Love Hurts», випущеного в США та Канаді у травні 1992 року.

## Оцінки критиків
Ларрі Флік з «Billboard» написав: «Третій постріл із прекрасного альбому Шер „Love Hurts“ — це скорботна поп-балада, підживлена хуком, що запам'ятовується, і стриманим вокалом. М'яке, невимушене аранжування однаково добре вписується у формат AC та Топ 40». Журнал «Cashbox» назвав пісню «рок-баладою», додавши, що її «продюсування більш схильне до альбомно-орієнтованого року, і це, схоже, більше той напрямок, у якому рухається».

## Трек-лист
- Американський CD промо-сингл

1. «When Lovers Become Strangers» (Edit) — 4:15
2. «When Lovers Become Strangers» (LP Version) — 4:46

## Чарти
| Чарт (1992)                          | Позиція |
| ------------------------------------ | ------- |
| Canada Top Singles (RPM)             | 37      |
| Canada Adult Contemporary (RPM)      | 10      |
| Квебек (ADISQ)                       | 33      |
| США (Adult Contemporary) (Billboard) | 15      |